# Conservatorio di San Giuseppe e Santa Teresa
Il Conservatorio di San Giuseppe e Santa Teresa è un ex Monastero nella frazione Pucara di Tramonti.

## Storia

### Fondazione
La fondazione del monastero fu voluta, per volontà testamentaria, da Francesco Antonio Ricca il 25 agosto 1624 che nel testamento rogato per mano del Notaio tramontano Ludovico Cardamone espresse l'intenzione di fondare un "conservatorio di donne vergini in Tramonti".  Ricevette la protezione regia da parte del viceré di Napoli Fernando Toledo il 18 luglio 1676. 

### L'inizio dell'edificazione e la successiva scomunica
Il 7 dicembre 1684 il progetto dell'opera fu affidato all'ingegnere Antonio Galluccio e la costruzione ai capomastri Carlo Cangiano e Nicola Russo di Napoli.
A causa del giuspatronato laico, di cui doveva godere, la costruzione del conservatorio fu ostacolata dagli arcivescovi di Amalfi Stefano Quaranta e Simplicio Caravita che il 17 marzo 1685 emanò la scomunica nei confronti dei costruttori del monastero a causa della sua ubicazione extra moenia, espressamente vietata dal Concilio di Trento.
La scomunica interruppe di fatto i lavori di costruzione da poco avviati salvo poi essere ritirata dallo stesso Mons. Caravita.

### La ripresa della costruzione e benedizione
A seguito del ritiro della scomunica, la ripresa della costruzione incontrò non poche difficoltà visto il decesso del capomastro Carlo Cangiano, l'incompetenza dell'altro capomastro Nicola Russo che addirittura fuggì da Tramonti e i costi sottostimati per la costruzione, infatti, come riporta lo stesso ingegnere Galluccio, diversi capomastri ritenevano di non poter procedere alla costruzione del conservatorio agli stessi prezzi stipulati con il defunto Cangiano nel 1684. 
Il 20 maggio 1690 la costruzione fu affidata allo spaccapietre Domenico Antonio Gauderise di Portici, i lavori ripresero nella seconda metà del 1690.
La struttura con l'annessa chiesa venne benedetta l'8 dicembre 1723, in origine intitolata a San Giuseppe, secondo la consuetudine dei Carmelitani Scalzi, prese successivamente la denominazione:  "Monastero di San Giuseppe e Santa Teresa" per l'impronta spirituale impressa dalle monache, le quali si ispiravano difatti alla vita di Santa Teresa. 

### Gli anni successivi alla benedizione

#### Il terremoto del 1732
Pochi anni dopo la sua benedizione il conservatorio fu danneggiato dal terremoto dell'Irpinia del 1732 e si resero necessari dei lavori di consolidamento tra il 1734 e il 1735.

#### Riqualificazione del giardino
Il 17 marzo 1779 fu stipulato un contratto per la costruzione di una cinta muraria alta 20 palmi (circa 5metri) che contornasse inizialmente per 874  palmi (circa 230 metri) il giardino annesso al conservatorio, successivamente furono aggiunti altri 240 palmi di muro di contorno. Il progetto fu affidato all'ingegnere Gaetano Forte di Cava de' Tirreni e la costruzione delle strutture a Giovan Camillo Quaranta che 8 anni prima aveva messo in essere le strutture della chiesa di San Felice di Tenna. Il giardino coltivato da un colono, con la stipula di un contratto triennale, produceva frutti ed erbe utili alla comunità monastica e per la cura delle malattie.

### Il conservatorio nell'Ottocento
Il Conservatorio successivamente subì una serie di soprusi: nel 1878 durante il regno di Vittorio Emanuele II di Savoia fu requisito per impiantarvi un Educandato, che avrebbe dovuto occupare un piano dell'edificio. Ciò creò molto scompiglio tra le religiose e diverse furono le lettere in cui esse denunciavano le varie angherie che erano costrette a subire. Nel 1896 Mons. Enrico de Dominicis visitò il Conservatorio e vi trovò ancora dodici religiose e cinque educande. Più tardi, e per un breve periodo, l'immobile fu occupato per uso scolastico.

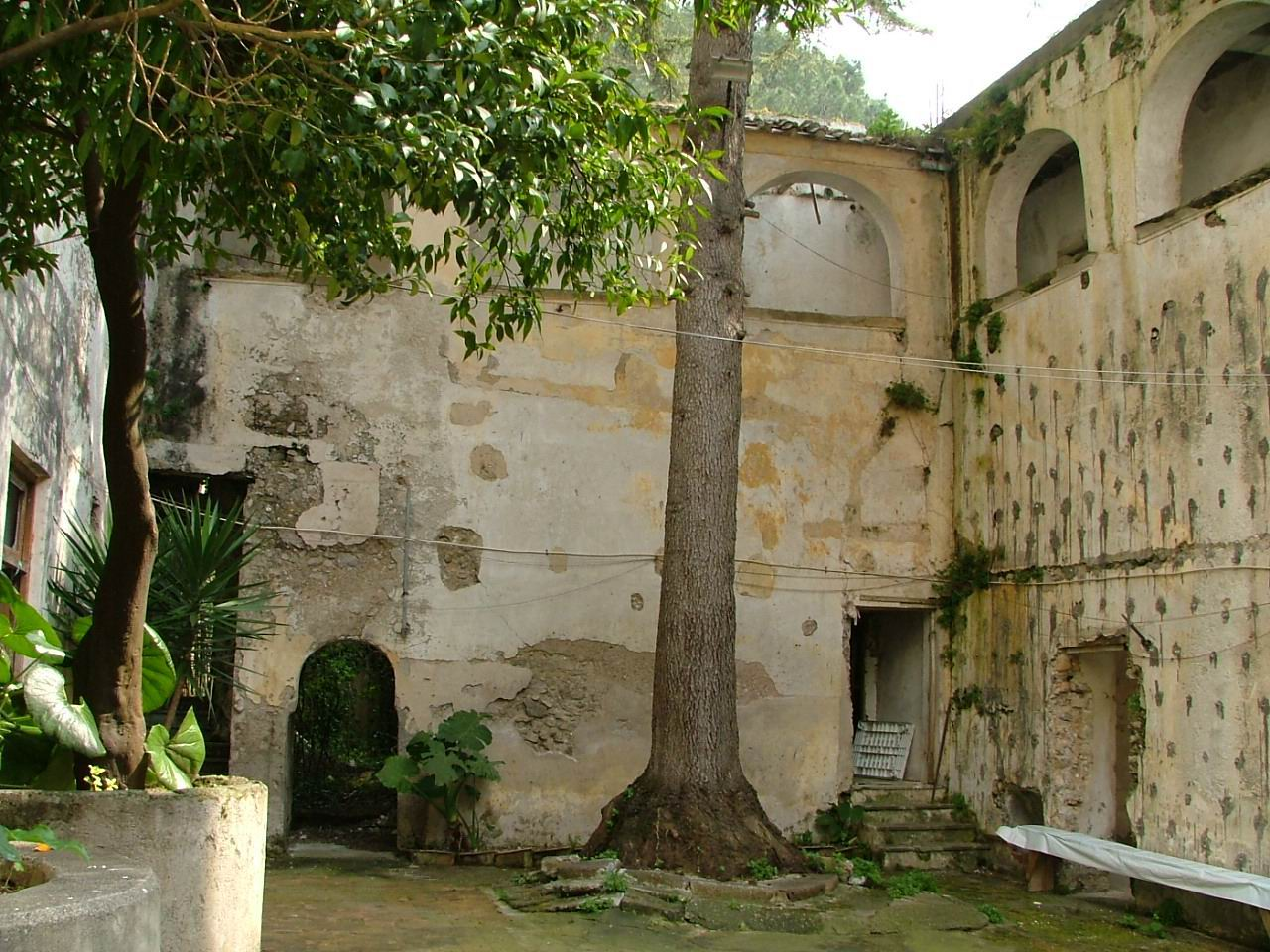
Il chiostro del conservatorio

## La predicazione di sant'Alfonso Maria de' Liguori
Sant'Alfonso Maria de' Liguori visitò il monastero per la prima volta nel 1731, per confermare le monache nello spirito evangelico. Alle suore mandò una raccolta di 25 volumi, scelti per la meditazione e per la lettura alla mensa: "Vi mando una buona provvista di libri, che meglio delle catenelle possono aiutarvi a farvi sante".
Nel marzo del 1733, dopo le missioni di Tramonti, S. Alfonso si recò di nuovo qui per gli esercizi alle monache e per infondere lo spirito della stretta osservanza. Anche da lontano, da Napoli (Villa degli Schiavi) e da Ciorani, S. Alfonso mantenne un contatto epistolare con le suore per infervorarle nello spirito.

## Il Concerto
Qui vide la luce il concerto. Le religiose, avendo a disposizione molte varietà di erbe e spezie idearono questo infuso di erbe con l’aggiunta di orzo e caffè, che risulta essere il più antico rosolio della costiera amalfitana.